# مستقبلات الدوبامين

الدوبامين

مستقبلات الدوبامين هي فئة من مجموعة المستقبلات المقترنة بالبروتين ج البارزة في الجهاز العصبي المركزي الفقاري (الجهاز العصبي المركزي). والناقلات العصبية الدوبامينية هي الربيطات الداخلية الأولية لمستقبلات الدوبامين.
وتضلع مستقبلات الدوبامين في العديد من العمليات العصبية، بما في ذلك الدوافع والاستمتاع والإدراك والذاكرة والتعلم والتحكم الحركي الجيد، فضلا عن تعديل إشارات الخلايا العصبية الصماء. ان إشارات مستقبلات الدوبامين غير الطبيعية والوظيفة العصبية الدوبامينية تتضمن العديد من الاضطرابات العصبية والنفسية. وهكذا، فان مستقبلات الدوبامين اهداف شائعة لعقاقير الجهاز العصبي؛ اما الأدوية المضادة للذهان فهي في كثير من الأحيان مضادات مستقبلات الدوبامين بينما المنشطات عادة ما تكون ناهضات غير مباشرة لمستقبلات الدوبامين.

## الأنواع الفرعية لمستقبلات الدوبامين
هناك على الأقل خمسة أنواع فرعية من مستقبلات الدوبامين وهي D1 و D2 و D3 وD4 و D5.
مستقبلات D1 و D5 هي أعضاء في شبه عائلة D1 لمستقبلات الدوبامين، في حين أن مستقبلات D2 و D3 و D4 هي أعضاء في شبه عائلة D2. وهناك أيضا بعض الدلائل التي تشير إلى وجود محتمل لمستقبلات الدوبامين D6 و D7، ولكن لم يتم تحديد هذه المستقبلات بصورة قاطعة.
على المستوى العالمي، فان مستقبلات D1 لها اصطلاحات واسعة النطاق خلال الدماغ. وعلاوة على ذلك، تم العثور على أنواع فرعية من مستقبلات D1-2 على المستويات من 10-100 مرة من الأنواع الفرعية لمستقبلات D3-5.

### شبه عائلة-D1
يقترن تنشيط مستقبلات شبه عائلة D1 مع بروتين ج Gαs، الذي ينشط فيما بعد إنزيم محلقة الأدينيلات، وبزيادة التركيز داخل الخلايا لنظام المرسال الثاني لمركب حلقي أدينوزين أحادي الفوسفات cAMP.
- يتم ترميز D1 من قبل جين مستقبل الدوبامين D1.
- يتم ترميز D5 من قبل جين مستقبل الدوبامين D5.

### شبه عائلة -D2
يقترن تنشيط مستقبلات شبه عائلة D2 مع بروتين ج Gαi، والذي يثبط بشكل مباشر تشكيل حلقي أدينوزين أحادي الفوسفات cAMP عن طريق تثبيط انزيم محلقة الأدينيلات.
- يتم ترميز D1 من قبل جين مستقبل الدوبامين D1، والذي يوجد منه نوعان : D2Sh (قصيرة) وD2Lh (طويلة) :
  - نموذج D2Sh هو يقع ما قبل التشابك، وله وظائف تغييرية (بمعنى ان المستقبلات التلقائية، التي تنظم الناقلات العصبية بواسطة آليات التغذية المرتجعة، تؤثر على تجميع وتخزين وإطلاق الدوبامين في الشق المشبكي).
  - نموذج D2Lh قد يعمل بمثابة مستقبلات تقليدية لما بعد التشابك العصبي، أي نقل المعلومات (اما بطريقة استثارية أو بطريقة مثبطة) إلا إذا منعت من قبل مستقبلات مضادة أو محرضات اصطناعية جزئية.
- يتم ترميز D3 من قبل جين مستقبل الدوبامين D3. ويلاحظ الاصطلاح الأعلى من مستقبلات الدوبامين D3 في جزر كاليخا والنواة المتكئة.[5]
- يتم ترميز D4 بواسطة جين مستقبل الدوبامين D4. جينات مستقبلات D4 تعرض أشكال متعددة تختلف في عدد ظهورها متغيرة ومكررة جنبا إلى جنب ضمن سلسلة ترميز إكسون 3.[6] بعض هذه الأليلات المقترنة مع زيادة معدل انتشار أمراض معينة. على سبيل المثال، الأليلات D4.7 انشأت جمعيتها مع اضطراب قصور الانتباه وفرط الحركة.[7][8][9]

## دور مستقبلات الدوبامين في نظام الجهاز العصبي المركزي
مستقبلات الدوبامين تتحكم بالإشارات العصبية التي تنظم الكثير من السلوكيات المهمة، من قبيل الذاكرة العاملة المكانية. وعلى الرغم من أن مستقبلات الدوبامين تتوزع بشكل واسع في الدماغ، إلا أن مناطق مختلفة لها مستقبلات مختلفة في كثافة أنواعها مما يعكس افتراضا أدوارا وظيفية مختلفة.

## مستقبلات الدوبامين لغير الجهاز العصبي المركزي

### نظام القلب والرئتين
في البشر، يوضح الشريان الرئوي D1، D2، D4 و D5 وأنواع فرعية من المستقبلات، والتي تؤثر في الدم عن طريق الدوبامين وتوسع الاوعية. اما في الجرذان فان مستقبلات - D1 موجودة حول العضلات الملساء في الأوعية الدموية في معظم الأعضاء الرئيسية.
وقد تم تحديد مستقبلات D4 في الأذينين في قلوب الجرذان وقلوب البشر. زيادات الدوبامين  تؤدي إلى انقباض عضلة القلب والنتاج القلبي، من دون تغيير معدل ضربات القلب عن طريق إشارات عبر مستقبلات الدوبامين.

### النظام الكلوي
مستقبلات الدوبامين توجد على طول الكليون في الكلى مع نبيبات صغيرة قريبة من الخلايا الظهارية والتي تبين أعلى كثافة. في الجرذان فان مستقبلات - D1 توجد على الأجهزة المجاورة للكبيبة والنبيبات الكلوية بينما مستقبلات - D2 توجد على النبيبات الكلوية والكبيبات وخلف اطراف عقد الجهاز العصبي الودي وفي ذات منطقة الخلايا الكبيبية في القشرة الكظرية. ولذا فان الدوبامين يؤثر على إدرار البول وإفراز الصوديوم في البول بتأثيره على طريقة عمل الكلى.

## مستقبلات الدوبامين في المرض
يتضمن الاختلال الوظيفي للناقلات العصبية التي تعمل على الدوبامين في الجهاز العصبي المركزي مجموعة متنوعة من الاضطرابات العصبية والنفسية، بما في ذلك الرهاب الاجتماعي ، ومتلازمة توريت ، ومرض باركنسون، والفصام  متلازمة الذهان الخبيثة, قصور الانتباه وفرط الحركة ، وإدمان المخدرات والكحول.

### قصور الانتباه وفرط الحركة
و على مدى سنوات عديدة تم الاعتراف بمستقبلات الدوبامين باعتبارها مسببات هامة لقصور الانتباه وفرط الحركة ADHD. ان العقاقير المستخدمة لعلاج اعاقة ADHD، بما في ذلك ميثيل فينيدات والأمفيتامين، لها آثار هامة على إشارات الدوبامين في الدماغ. وقد تضمنت دراسات الجمعيات مختصة عدة جينات ضمن مسارات إشارات الدوبامين ؛ وبصفة خاصة كان D4.7 وهو البديل ل D4 يظهر على الدوام ليكون أكثر تكررا في المرضى الذين يعانون من اعاقة ADHD. مرضى اعاقة ADHD مع الأليل 4,7 يميلون ليكون ادائهم الإدراكي أفضل ونتائجهم أفضل على المدى البعيد مقارنة مع المرضى دون الاليل 4,7، مما يوحي بأن الاليل يرتبط مع شكل أكثر اعتدالا لاعاقة ADHD.
وقد ثبط أليل D4.7 التعبير الجيني بالمقارنة مع المتغيرات الأخرى.

### الترفيه بتعاطي المخدرات واساءة الاستخدام
الدوبامين هو ناقل عصبي أساسي يشارك في مسارات الإثابة في الدماغ. وهكذا، فالعقاقير التي تزيد إشارات الدوبامين تنتج تأثيرات بهيجة. الكثير من العقاقير الترفيهية مثل الأمفيتامينات تغير الأداء الوظيفي لنقل الدوبامين (DAT)، والبروتينات المسؤولة عن إزالة الدوبامين من المشبك العصبي. عندما يتم حظر نشاط DAT، فان كيمياء الأعصاب تتدفق مع الدوبامين وتزيد إشارات الدوبامين. عند حدوث ذلك، لا سيما في النواة المتكئة  تزداد إشارات مستقبلات D1 و D2 مما يقوم بالوساطة في «مكافأة» التحفيز لاستهلاك المخدرات.

### الفصام
بينما هناك دلائل على أن منظومة الدوبامين تشترك في حدوث الفصام، إلا أن النظرية القائلة بأن النشاط المفرط لتوصيل الإشارة الدوباميني يحث المرض نظرية مثيرة للجدل. المنشطات، مثل الأمفيتامين والكوكايين تحرض تغييرات جذرية في إشارات الدوبامين؛ فالجرعات الكبيرة والاستخدام المطول يمكن ان يحفز أعراض تشبه الفصام. بالإضافة إلى ذلك، العديد من العقاقير المضادة للذهان تستهدف مستقبلات الدوبامين، بخاصة مستقبلات D2.

### ارتفاع ضغط الدم الجيني
يمكن لطفرات مستقبلات الدوبامين ان تسبب ارتفاع ضغط الدم الجيني لدى البشر. وهذا يمكن أن يحدث في النماذج الحيوانية والبشر مع خلل في نشاط مستقبلات الدوبامين، لا سيما D1.

## تنظيم الدوبامين
تكون مستقبلات الدوبامين في حالة مستقرة عادة، ولكن الازدياد أو النقصان الحاد (و أحيانا لفترات طويلة) في مستويات الدوبامين (بصورة رئيسية عن طريق المنشطات أو مضادات الذهان) يمكن أن تؤدي إلى تقليل ضبط (تقليل أعداد) أو زيادة ضبط (زيادة أعداد) مستقبلات الدوبامين. مع المنشطات، يرتيط تقليل الضبط عادة مع فقدان الرغبة في الأنشطة الممتعة، وتقصير مدى الانتباه، وسلوكيات السعي لتعاطي المخدرات. اما مع مضادات الذهان، فان زيادة الضبط يمكن ان تؤدي إلى خلل الحركة المتأخر (العضلات الجيدة، مثل الوجه، الاختلاج اللا ارادي)، أو خلل الحركة العادي فقط (نفسه ولكنه مؤقت فقط).
هالوبيريدول، وبعض مضادات الذهان الأخرى، قد اظهرت زيادة نشاط مستقبلات D2. هالوبيريدول تستحث الأنشطة لتصل إلى 98 ٪ أعلى من خط الأساس في ما يقرب من فترة اسبوعين، ولكنها اسفرت عن أعراض جانبية كبيرة في خلل الحركة. دراسة أخرى  أظهرت انه في الكائنات الحية، تزيد مستقبلات الدوبامين 2 تقريبا 90بنسبة ٪ بعد العلاج المضاد للذهان.
توجد تقارير مختلفة في سوء استعمال المنشطات، والتنظيم الأعلى / الأسفل. فطبقا لإحدى الدراسات، فان الكوكايين والهيروين والمنشطات، والكحول، والنيكوتين تسبب جميعها نقصانا في كمية مستقبلات الدوبامين 2. وهذا الاقتران قد تم ربطه مع إدمان المواد الغذائية، لأن قلة توافر مستقبلات الدوبامين موجودة في الأشخاص الأكثر استهلاكا للمواد الغذائية. مقالة الأخبار الأخيرة  بين ملخص دراسة بركهافن المخبرية الوطنية في وزارة الطاقة الأمريكية أن زيادة مستقبلات الدوبامين مع المعالجات الوراثية يؤدي إلى انخفاض في استهلاك الكوكايين بنسبة تصل إلى 75 ٪، ولكنها دامت لمدة ستة أيام فقط.
في دراسة مقارنة للكوكايين  اظهرت ان زيادة ضبط (زيادة أعداد) الكوكايين في مستقبلات D3 في النواة المتكئة، قد يسهم في سلوك السعي لتعاطي المخدرات.

## وصلات خارجية
- "مستقبلات الدوبامين". IUPHAR Database of Receptors and Ion Channels. International Union of Basic and Clinical Pharmacology. مؤرشف من الأصل في 2017-02-01.
- Zimmerberg, B., "مستقبلات الدوبامين : العائلة الممثلة لمستقبلات الميتابوتروبيك, Multimedia Neuroscience Education Project (2002)
- مادة السكولاربيديا في علم تشريح الدوبامين